# The Farmer Takes a Wife
The Farmer Takes a Wife is een Amerikaanse filmkomedie uit 1935 onder regie van Victor Fleming. Het scenario is gebaseerd op het gelijknamige Broadway-toneelstuk uit 1934 van Frank B. Elser en de roman Rome Haul uit 1929 van Walter D. Edmonds. Destijds werd de film in Nederland uitgebracht onder de titel Medeminnaars.

## Verhaal
De film speelt zich af in New York in 1853. Molly Larkins is een dame die een relatie heeft met Jotham Klore, de plaatselijke bullebak. Ondertussen werkt boer Dan Harrow voor Sam Weaver aan het Eriekanaal om uiteindelijk genoeg geld in te zamelen om een boerderij te kopen. Andere mensen die meewerken aan het tot stand brengen van het kanaal vrezen voor een spoorlijn die in de buurt wordt aangelegd.
Wanneer Molly en Dan elkaar voor het eerst ontmoeten, mogen ze elkaar niet. Ondanks hun uiteenlopende meningen voelen ze zich tot elkaar aangetrokken. Dan voelt zich beledigd als Molly besluit bij Jotham te blijven, met wie ze naar Rochester trekt. Hij gaat ook naar Rochester en weet daar haar hart voor zich te winnen. Molly verlaat haar vriend voor Dan en accepteert zijn huwelijksaanzoek. Nadat Sam de staatsloterij wint, ontvangt Dan de helft van het geld.
Er gaan drie maanden voorbij. Molly en Dan zijn een gelukkig stel die nog steeds van plan zijn met elkaar te trouwen. Jotham is drie maanden geleden gearresteerd omdat hij betrokken raakte bij een gevecht en wordt nu vrijgelaten. Hij is vastberaden wraak te nemen op Dan, die zijn vriendin heeft gestolen. Hij probeert hem te vinden op de jaarmarkt, waar Dan maar al te graag weg wil. Molly denkt dat hij enkel weg wil om een confrontatie met Jotham te vermijden en weet niet dat hem zojuist een voorstel is gedaan om een boerderij te kopen.
Als Molly te horen krijgt dat Dan een boerderij heeft gekocht, is ze beledigd dat hij niet meer tijd heeft gestoken in het kanaal. Ze wordt boos op hem en breekt de verloving. Een maand later heeft Dan het imago gekregen van een lafaard. Als hij tot de ontdekking komt dat zijn collega's van het kanaal Molly daarmee pesten, confronteert hij Jotham om het respect van zijn vrienden terug te winnen. Net op het moment dat hij betrokken lijkt te raken bij een gevecht, vertelt hij dat hij geen bullebak is en enkel een rustig leven wil leiden op een boerderij. Hij vertrekt naar zijn nieuwe boerderij en wordt al snel opgezocht door Molly, die hem terug wil.

## Rolverdeling
| Acteur            | Personage        |
| ----------------- | ---------------- |
| Janet Gaynor      | Molly Larkins    |
| Henry Fonda       | Dan Harrow       |
| Charles Bickford  | Jotham Klore     |
| Slim Summerville  | Fortune Friendly |
| Andy Devine       | Elmer Otway      |
| Roger Imhof       | Sam Weaver       |
| Jane Withers      | Della            |
| Margaret Hamilton | Lucy Gurget      |
| Sig Ruman         | Smid             |
| John Qualen       | Sol Tinker       |
| Kitty Kelly       | Ivy              |
| Robert Gleckler   | Fisher           |

## Achtergrond
Al vlak nadat het gelijknamige toneelstuk voor het eerst te zien was op Broadway ontstonden er plannen er een verfilming van te maken. In eerste instantie wilden de filmmakers Gary Cooper voor de hoofdrol. Omdat hij deze afsloeg, werd Joel McCrea benaderd. Toen hij niet beschikbaar bleek te zijn, kreeg Henry Fonda de kans. Fonda was destijds een bekend acteur in het theater en speelde de rol ook in het toneelstuk. Hij maakte met deze film zijn filmdebuut. Spencer Tracy zou naast hem te zien zijn als Jotham, maar werd in maart 1935 om onbekende redenen vervangen door Charles Bickford. De opnamen vonden tussen april en mei 1935 plaats.
Er lagen lage verwachtingen bij de film. Producent Darryl F. Zanuck was niet onder de indruk van het scenario en was niet enthousiast over het idee dat een nieuwkomer (Fonda) de hoofdrol zou spelen. Het werd na de uitbrengst echter positief ontvangen. Fonda werd geprezen door critici en werd onmiddellijk een bekende filmster. The New York Times gaf alle lof aan de acteur en schreef dat Gaynor "te aardig" was om een slecht personage te spelen. Het dagblad Variety sprak minder lovend en bekritiseerde de plot. Het was een verrassing voor de makers dat al de aandacht ging naar Fonda en Gaynor nauwelijks werd genoemd door critici. Gaynor was destijds een bekende ster en deze film diende in eerste instantie als een vehikel voor haar. Gaynor en Fonda's samenwerking viel echter in de smaak bij het publiek en om die reden werden ze samen ingezet in Way Down East (1935).